# Conquesta del Principat d'Acaia
El 1306, Felip I del Piemont i Isabel I d'Acaia foren requerits a presentar-se davant de Carles II d'Anjou. Felip fou acusat de deslleialtat i de negar l'obediència deguda en no haver donat suport al clam de Carles II d'Anjou sobre el Despotat de l'Epir, i Isabel fou acusada de no haver requerit el consentiment previ de Carles II d'Anjou per casar-se. De resultes d'aquestes acusacions, Carles privà el 5 de maig del 1306 a la parella del Principat d'Acaia i en traspassà la titularitat al seu fill, Felip I de Tàrent.
Felip I del Piemont renuncià als seus drets sobre el principat l'1 de maig del 1307. Per la seva part, Isabel se separà i anà a viure al Comtat d'Hainaut, on va morir el 23 de gener del 1312, de manera que Matilda d'Hainaut, la filla que havia tingut del seu primer matrimoni amb Florenci d'Hainaut, heretà els drets sobre el Principat d'Acaia. El 1313 Felip I de Tàrent accedí finalment a reconèixer Matilda i li traspassà els drets sobre el principat.
Isabel I d'Acaia havia tingut una germana menor, Margarida d'Acaia. Quan Isabel fou desposseïda del principat, Margarida reclamà els drets de manera infructuosa i finalment traspassà els drets que creia tenir en favor de la seva filla, Isabel de Sabran. Per fer valdre els seus drets per sobre dels de la seva cosina, Isabel es casà amb l'infant Ferran de Mallorca el febrer de 1314, qui reclamà el Principat d'Acaia en nom de la seva dona i en preparà la conquesta.

## Conquesta
L'infant arribà al Principat d'Acaia el 1315 des de Messina a finals de juny, desembarcant amb cinc-cents cavallers i molts més infants a prop de Clarença, on la guarnició fou derrotada en la batalla de Clarença. Matilda d'Hainaut i Lluís de Borgonya es traslladaren ràpidament a Grècia per prendre possessió del principat, que ja estava ocupat pel seu rival. Matilde va desembarcar a Navarino amb un miler de soldats borgonyons aconseguint el suport de Navarino, Cefalònia i Calandritsa. Aquestes desercions van provocar que l'infant prengués el castell de Calandritsa i assetgés infructuosament Patres.
A la batalla de Picotin del 22 de febrer del 1316, l'infant derrotà les tropes de Matilda d'Hainaut i poc més tard desembarcava Lluís de Borgonya amb la resta de les tropes i contraatacà intentant infructuosament capturar el Castell de Calandritsa que estava sota el control de l'infant. Davant del fracàs del setge, Lluís de Borgonya es retirà a Patres, on rebé els reforços del governador de Mistra. Lluís de Borgonya, coneixedor de la pròxima arribada dels reforços enviats per la Companyia Catalana d'Orient des del Ducat d'Atenes i d'altres enviats des del Regne de Mallorca, es decidí a presentar batalla i l'infant Ferran de Mallorca va morir decapitat en la batalla de Manolada el 5 de juliol del 1316 abans de l'arribada dels reforços de la companyia.

## Conseqüències
Les restes de l'exèrcit es van retirar a Clarença, que van rendir, i van marxar del Peloponès, enduent-se el cos de Ferran amb ells. Passats alguns mesos després de la seva victòria moria Lluís de Borgonya i poc més tard la seva vídua Matilda d'Hainaut.